# Quatro quatros
O objetivo do problema dos quatro quatros é formar números inteiros usando quatro algarismos 4 e operações aritméticas elementares. Por exemplo, para formar o número 3, podemos fazer 3 = (4 + 4 + 4) / 4.

## Problema
O problema dos quatro quatros foi apresentado na obra O Homem que Calculava, do autor brasileiro Júlio César de Mello e Souza, sob o heterônimo Malba Tahan. O problema consiste em formar expressões aritméticas utilizando apenas quatro algarismos 4, equivalentes, cada um, aos números inteiros.
Segundo o autor, é possível formar todos os números inteiros entre 0 e 100, utilizando, além dos números, quaisquer sinais e operações matemáticas, sem envolver letras ou inventar funções apenas para resolver o problema.
Entusiastas têm resolvido o problema para mesmo além dos 10.000 primeiros inteiros.

## Operações utilizadas
Para encontrar as soluções para este problema, foram empregados os seguintes sinais da matemática:
- + (adição)
- - (subtração)
- * (multiplicação)
- {\displaystyle {\frac {x}{y}}} (divisão)
- n! (fatorial - representa o produto entre todos os números inteiros positivos menores ou iguais a n — {\displaystyle 4!=1*2*3*4=24})
- n? (termial - representa a soma de todos os números inteiros positivos menores ou iguais a n — {\displaystyle 4?=1+2+3+4=10})
- {\displaystyle x^{n}} (exponenciação)
- √   (radiciação) - raiz quadrada e raiz quarta

Além dessas operações, pode-se fazer uso da notação decimal, usando-se a concatenação do algarismo 4 para formar os números 44, 444 e 4444.

### Fórmula Geral
Uma solução geral para o problema dos Quatro Quatros, proposta por Rui Chammas e Roger Chammas, é a que todo número natural {\displaystyle n} pode ser representado através da fórmula abaixo:
{\displaystyle n=-{\frac {log_{\sqrt {4}}\left(log_{\sqrt {4}}\;\left({\begin{matrix}4n+1\;{\mbox{radicais}}\\\overbrace {\sqrt {\sqrt {\cdots {\sqrt {4}}}}} \end{matrix}}\right)\right)}{4}}}
Na fórmula alternativa abaixo, o número de raízes quadradas no termo da direita é igual ao número que se quer representar na esquerda. 
{\displaystyle n=log_{\frac {\sqrt {4}}{4}}\left(log_{4}\;\left({\begin{matrix}n\;{\mbox{radicais}}\\\overbrace {\sqrt {\sqrt {\cdots {\sqrt {4}}}}} \end{matrix}}\right)\right)}
A prova desta igualdade se dá pela indução abaixo. Os termos com a mesma cor são equivalentes.
{\displaystyle {\begin{aligned}1&=\log _{\frac {1}{2}}({\color {green}{\frac {1}{2}}})^{\color {green}{1}}=\log _{\color {red}{\frac {1}{2}}}({\color {green}{\log _{4}4}}^{({\color {green}{\frac {1}{2}}})^{\color {green}{1}}})=log_{\color {red}{\frac {\sqrt {4}}{4}}}(\log _{4}{\color {blue}{4^{({\frac {1}{2}})^{1}}}})=log_{\frac {\sqrt {4}}{4}}(\log _{4}{\color {blue}{\sqrt {4}}})\\2&=\log _{\frac {1}{2}}({\color {green}{\frac {1}{2}}})^{\color {green}{2}}=\log _{\color {red}{\frac {1}{2}}}({\color {green}{\log _{4}4}}^{({\color {green}{\frac {1}{2}}})^{\color {green}{2}}})=log_{\color {red}{\frac {\sqrt {4}}{4}}}(\log _{4}{\color {blue}{4^{({\frac {1}{2}})^{2}}}})=log_{\frac {\sqrt {4}}{4}}(\log _{4}{\color {blue}{\sqrt {\sqrt {4}}}})\\3&=\log _{\frac {1}{2}}({\color {green}{\frac {1}{2}}})^{\color {green}{3}}=\log _{\color {red}{\frac {1}{2}}}({\color {green}{\log _{4}4}}^{({\color {green}{\frac {1}{2}}})^{\color {green}{3}}})=log_{\color {red}{\frac {\sqrt {4}}{4}}}(\log _{4}{\color {blue}{4^{({\frac {1}{2}})^{3}}}})=log_{\frac {\sqrt {4}}{4}}(\log _{4}{\color {blue}{\sqrt {\sqrt {\sqrt {4}}}}})\\&\dots \\n&=\log _{\frac {1}{2}}({\color {green}{\frac {1}{2}}})^{\color {green}{n}}=\log _{\color {red}{\frac {1}{2}}}({\color {green}{\log _{4}4}}^{({\color {green}{\frac {1}{2}}})^{\color {green}{n}}})=log_{\color {red}{\frac {\sqrt {4}}{4}}}(\log _{4}{\color {blue}{4^{({\frac {1}{2}})^{n}}}})=log_{\frac {\sqrt {4}}{4}}(\log _{4}{\color {blue}\underbrace {\sqrt {\sqrt {\dots {\sqrt {\sqrt {4}}}}}} _{n{\text{ raízes quadradas}}}})\\\end{aligned}}}

### Soluções (até o 120)
| Soluções                                         | Soluções                                            | Soluções                                                | Soluções                                                     |
| ------------------------------------------------ | --------------------------------------------------- | ------------------------------------------------------- | ------------------------------------------------------------ |
| {\displaystyle 0=44-44}                          | {\displaystyle 28=(4+4)*4-4}                        | {\displaystyle 56=4*4+4?*4}                             | {\displaystyle 84=4?*4?-4*4}                                 |
| {\displaystyle 1={\frac {44}{44}}}               | {\displaystyle 29=4!+4+{\frac {4}{4}}}              | {\displaystyle 57=(4?)?+4-4+{\sqrt {4}}}                | {\displaystyle 85=(4?)?+4?+4?+4?}                            |
| {\displaystyle 2={\frac {4}{4}}+{\frac {4}{4}}}  | {\displaystyle 30=\left(4-{\frac {4}{4}}\right)*4?} | {\displaystyle 58=(4?)?+4-{\frac {4}{4}}}               | {\displaystyle 86=4?*4?-4-4?}                                |
| {\displaystyle 3={\frac {4*4-4}{4}}}             | {\displaystyle 31={\frac {4?*4?+4!}{4}}}            | {\displaystyle 59=(4?)?+4-4+4}                          | {\displaystyle 87=(4?)?+4*(4+4)}                             |
| {\displaystyle 4={\frac {4-4}{4}}+4}             | {\displaystyle 32=4*4+4*4}                          | {\displaystyle 60=4*4*4-4}                              | {\displaystyle 88=44+44}                                     |
| {\displaystyle 5={\frac {4*4+4}{4}}}             | {\displaystyle 33=4?+4!-{\frac {4}{4}}}             | {\displaystyle 61=(4?)?+4+4-{\sqrt {4}}}                | {\displaystyle 89=(4?)?+4!+({\sqrt {4}}?)?+4}                |
| {\displaystyle 6=4+{\frac {4+4}{4}}}             | {\displaystyle 34=4?+4?+4?+4}                       | {\displaystyle 62={\frac {4?*4?+4!}{\sqrt {4}}}}        | {\displaystyle 90=(4?)?+(4?)?-4?-4?}                         |
| {\displaystyle 7={\frac {44}{4}}-4}              | {\displaystyle 35=4?+4!+{\frac {4}{4}}}             | {\displaystyle 63={\frac {4^{4}-4}{4}}}                 | {\displaystyle 91=(4?)?+4?*4-4}                              |
| {\displaystyle 8={\frac {4+4}{4}}*4}             | {\displaystyle 36=44-4-4}                           | {\displaystyle 64=4^{4-{\frac {4}{4}}}}                 | {\displaystyle 92=4?*4?-4-4}                                 |
| {\displaystyle 9=4+4+{\frac {4}{4}}}             | {\displaystyle 37=(4?)?-4!+4+{\sqrt {4}}}           | {\displaystyle 65={\frac {4^{4}+4}{4}}}                 | {\displaystyle 93=(4?)?+4!+4!-4?}                            |
| {\displaystyle 10={\frac {44-4}{4}}}             | {\displaystyle 38=44-{\frac {4!}{4}}}               | {\displaystyle 66=4*4*4+{\sqrt {4}}}                    | {\displaystyle 94=4?*4?-4-{\sqrt {4}}}                       |
| {\displaystyle 11=4?+4^{4-4}}                    | {\displaystyle 39=4?*4-{\frac {4}{4}}}              | {\displaystyle 67=(4?)?+4+4+4}                          | {\displaystyle 95=4!*4-{\frac {4}{4}}}                       |
| {\displaystyle 12={\frac {44+4}{4}}}             | {\displaystyle 40=4!+4!-4-4}                        | {\displaystyle 68=4*4*4+4}                              | {\displaystyle 96=4!*4+4-4}                                  |
| {\displaystyle 13=4?+4-{\frac {4}{4}}}           | {\displaystyle 41=4?*4+{\frac {4}{4}}}              | {\displaystyle 69=(4?)?+4?+{\sqrt {4}}+{\sqrt {4}}}     | {\displaystyle 97=4!*4+{\frac {4}{4}}}                       |
| {\displaystyle 14={\frac {4!}{4}}+4+4}           | {\displaystyle 42=4!+4!-4-{\sqrt {4}}}              | {\displaystyle 70={\frac {4?*(4!+4)}{4}}}               | {\displaystyle 98=4?*4?-4+{\sqrt {4}}}                       |
| {\displaystyle 15=4*4-{\frac {4}{4}}}            | {\displaystyle 43=44-{\frac {4}{4}}}                | {\displaystyle 71=(4?)?+{\sqrt {4}}*{\sqrt {4}}*4}      | {\displaystyle 99=4?*4?-{\frac {4}{4}}}                      |
| {\displaystyle 16=4^{\frac {4}{4}}*4}            | {\displaystyle 44={\frac {44*4}{4}}}                | {\displaystyle 72={\sqrt {4}}*(4?+4!+{\sqrt {4}})}      | {\displaystyle 100=4?*4?+4-4}                                |
| {\displaystyle 17=4*4+{\frac {4}{4}}}            | {\displaystyle 45=44+{\frac {4}{4}}}                | {\displaystyle 73=(4?)?+4*4+{\sqrt {4}}}                | {\displaystyle 101=4?*4?+{\frac {4}{4}}}                     |
| {\displaystyle 18=4?+4+{\sqrt {4}}+{\sqrt {4}},} | {\displaystyle 46=4!+4?+4?+{\sqrt {4}}}             | {\displaystyle 74=4*4*4+4?}                             | {\displaystyle 102=4?*4?+4-{\sqrt {4}}}                      |
| {\displaystyle 19=4!-4-{\frac {4}{4}}}           | {\displaystyle 47=4!+4!-{\frac {4}{4}}}             | {\displaystyle 75=(4?)?+4*4+4}                          | {\displaystyle 103=(4?)?+44+4}                               |
| {\displaystyle 20=4?*{\frac {4+4}{4}}}           | {\displaystyle 48=4!+4!+4-4}                        | {\displaystyle 76=4?*(4+4)-4}                           | {\displaystyle 104=4?*4?+{\sqrt {4}}+{\sqrt {4}}}            |
| {\displaystyle 21=4!-4+{\frac {4}{4}}}           | {\displaystyle 49=4!+4!+{\frac {4}{4}}}             | {\displaystyle 77=(4?)?+4?+4?+{\sqrt {4}}}              | {\displaystyle 105=({\frac {4!}{4}}+4+4)?}                   |
| {\displaystyle 22=4!-{\frac {4+4}{4}}}           | {\displaystyle 50={\frac {4!}{4}}+44}               | {\displaystyle 78=4?*(4+4)-{\sqrt {4}}}                 | {\displaystyle 106=4^{4}-{\frac {(4!)?}{\sqrt {4}}}}         |
| {\displaystyle 23=4!-4^{4-4}}                    | {\displaystyle 51=(4?)?-4!+4!-4}                    | {\displaystyle 79=(4?)?+4?+4?+4}                        | {\displaystyle 107={\frac {(4!-4)?}{\sqrt {4}}}+{\sqrt {4}}} |
| {\displaystyle 24=4*4+4+4}                       | {\displaystyle 52=44+4+4}                           | {\displaystyle 80=4*4?+4*4?}                            | {\displaystyle 108=4?*4?+4+4}                                |
| {\displaystyle 25=4!+4^{4-4}}                    | {\displaystyle 53=(4?)?-{\sqrt {4}}-4+4}            | {\displaystyle 81=(4-{\frac {4}{4}})^{4}}               | {\displaystyle 109=(4*4-{\sqrt {4}})?+4}                     |
| {\displaystyle 26=4!+{\frac {4+4}{4}}}           | {\displaystyle 54=4!+4!+{\sqrt {4}}+4}              | {\displaystyle 82=4?*(4+4)+{\sqrt {4}}}                 | {\displaystyle 110=(4?)?+(4?)?+4-4}                          |
| {\displaystyle 27=4!+4-{\frac {4}{4}}}           | {\displaystyle 55=(4?)?+4-{\sqrt {4}}-{\sqrt {4}}}  | {\displaystyle 83=(4?)?+4!+{\sqrt {4}}+{\sqrt {4}}}     | {\displaystyle 111={\frac {444}{4}}}                         |
| {\displaystyle 112=(4?)?+(4?)?+4-{\sqrt {4}}}    | {\displaystyle 113=4!+4!+4?+({\sqrt {4}}?)}         | {\displaystyle 114=(4?)?+(4?)?+{\sqrt {4}}+{\sqrt {4}}} | {\displaystyle 115=(4?)?+(4?)?+{\frac {4?}{\sqrt {4}}}}      |
| {\displaystyle 116=4?*4?+4*4}                    | {\displaystyle 117=(4?)?*({\sqrt {4}}?)-4!-4!}      | {\displaystyle 118=(4?)?+(4?)?+4+4}                     | {\displaystyle 119=(4?)?+(4?)?+{\sqrt {4}}?*{\sqrt {4}}?}    |
| {\displaystyle 120=4?*4?+4!-4}                   |                                                     |                                                         |                                                              |

## π, i, e
A função gama generaliza o fatorial para números que não são inteiros, ou, mais precisamente, {\displaystyle \Gamma (n+1)=n!.} Em particular, como {\displaystyle \Gamma \left({\frac {1}{2}}\right)={\sqrt {\pi }},} pode-se dizer que {\displaystyle \left(-{\frac {1}{2}}\right)!={\sqrt {\pi }}.} Portanto, o número transcendente π pode ser escrito com quatro quatros:
{\displaystyle \pi ={\Bigg (}{\bigg (}{\frac {{\sqrt {4}}-4}{4}}{\bigg )}!{\Bigg )}^{\sqrt {4}}}
A unidade imaginária i também pode ser escrita como:
{\displaystyle i={\sqrt {-{\frac {4\times 4}{4\times 4}}}}}
Não é possível escrever o número de Euler e, porém é possível se aproximar o quanto se queira:
{\displaystyle e\approx {\Bigg (}{\frac {4!!!!+{\sqrt {4!!!!}}}{4!!!!}}{\Bigg )}^{\sqrt {4!!!!}}}